# Капустино (Шекснинский район)
Капустино — деревня в Шекснинском районе Вологодской области.
Входит в состав сельского поселения Юроченского, с точки зрения административно-территориального деления — в Юроченский сельсовет.
Расстояние по автодороге до районного центра Шексны — 41 км, до центра муниципального образования Юрочкино — 5 км. Ближайшие населённые пункты — Мачево, Панфилово, Ханево.
По переписи 2002 года население — 2 человека.